# Boleslav Tošecký
Boleslav Tošecký, pl. Bolesław toszecki (1276/1278? – 17. ledna 1329) byl ostřihomský arcibiskup z rodu slezských Piastovců.
Boleslav byl nejstarším synem bytomského knížete Kazimíra a jeho manželky Heleny blíže neznámého rodu. Roku 1306 byla jeho sestra Marie provdána za uherského krále Karla Roberta, což zřejmě usnadnilo jejím bratrům cestu na uherský dvůr. Boleslav byl 2. října 1321 papežem Janem XXII. jmenován do funkce ostřihomského arcibiskupa.